# Альенде, Беатрис
Беатрис Патрисия Альенде Бусси (исп. Beatriz Patricia Allende Bussi; 8 сентября 1942, Сантьяго — 11 октября 1977, Гавана, Куба) — чилийский социалистический политик и хирург. Являлась дочерью бывшего президента Чили Сальвадора Альенде и Ортенсии Бусси.

## Ранний период жизни
С 1960 по 1962 год изучала медицину в Университете Консепсьон и перевелась в Чилийский университет, чтобы закончить четвертый курс .
Активно участвовала в студенческой политике в университете, присоединившись к «Социалистической университетской бригаде», где познакомилась с Ренато Хулио, за которого вышла замуж 6 июля 1967 года. Брак продлился всего несколько месяцев.
Затем вышла замуж за кубинского дипломата и агента Луиса Фернандеса де Онья (также известного как Родольфо Галларт Грау), с которым познакомилась во время поездки на Кубу в 1967 году.

## Работа в правительстве
Когда её отец был избран президентом Чили 4 сентября 1970 года, Беатрис стала его ближайшим советником и соратником, взаимодействуя с представителями чилийских и международных левых сил. Пыталась на протяжении всего его президентства не допустить ослабления поддержки чилийских левых сил.

## Бегство из Чили
В 1973 году во время военного переворота под руководством генерала Аугусто Пиночета, Беатрис оставалась с отцом в президентском дворце «Ла Монеда», уехав только тогда, когда Сальвадор Альенде приказал всем женщинам и детям эвакуироваться. Была вынуждена отправиться в изгнание вместе со своей матерью, сестрами, мужем и дочерью Майей Фернандес на Кубу. В то время она была на седьмом месяце беременности своим вторым ребенком, Алехандро Сальвадором Альенде Фернандесом.

## Жизнь на Кубе
Находясь в изгнании, работала исполнительным секретарём «Чилийского комитета антиимпериалистической солидарности» в Гаване. Стала много путешествовать, чтобы повышать осведомленность об условиях жизни в Чили после военного переворота. Также управляла всемирным фондом солидарности и распределяла доходы между левыми партиями Чили.
В 1977 году рассталась с Луисом Фернандесом де Онья. В одном из последних разговоров в том году она говорила о «желании уйти от своей роли „дочери Альенде“ — не потому, что она не любила и не восхищалась им, а потому, что его статус среди левых и на Кубе не позволял ей жить „нормальной“ жизнью, вдали от всеобщего внимания».

## Смерть
Беатрис Альенде покончила жизнь самоубийством с помощью огнестрельного оружия 11 октября 1977 года. Выстрел был совершен из пистолета-пулемёта Uzi, подаренного ей Фиделем Кастро в 1971 году. По слухам, она была «глубоко травмирована тем, что произошло в Чили, смертью её отца и продолжающимися репрессиями диктатуры в отношении её друзей. Она также пессимистично относилась к будущему Чили». Более того, подрыв автомобиля Орландо Летельера в Вашингтоне в прошлом году был «сокрушительным ударом по сопротивлению Пиночету и личной потерей для Беатрис».
Была похоронена в Пантеоне Революционных вооружённых сил на кладбище Колон в Гаване.

## Память
Женщины Прогрессивной партии Чили, которые называют себя «Фронтом прогрессивных женщин Тати Альенде», провели мероприятие 11 октября 2018 года, чтобы отдать дань уважения Беатрис на 41-ю годовщину её смерти. Моника Берриос сочинила памятную песню для этого мероприятия.